# Research in Astronomy and Astrophysics
Research in Astronomy and Astrophysics is een internationaal, aan collegiale toetsing onderworpen wetenschappelijk tijdschrift op het gebied van de astronomie. De naam wordt in literatuurverwijzingen meestal afgekort tot Res. Astron. Astrophys.
Het is in 2001 opgericht als een voortzetting van Acta Astrophysica Sinica.